# Mike Moore
Michael Kenneth Moore (Whakatane, Nueva Zelanda, 28 de enero de 1949-Auckland, Nueva Zelanda, 2 de febrero de 2020), conocido simplemente como Mike Moore, fue un político neozelandés que fue primer ministro de Nueva Zelanda y director general de la Organización Mundial de Comercio.

## Carrera política
Moore nació en Whakatane en 1949, pero creció en Kawakawa. Tras salir del colegio trabajó como obrero y luego en una imprenta. Se convirtió en un activo sindicalista cuando tenía recién 17 años de edad. Fue vicepresidente de la Unión Internacional de Juventudes Socialistas por dos periodos consecutivos.

### Carrera política en Nueva Zelanda
Mike Moore inició su carrera parlamentaria en 1972, representando el distrito de Eden, siendo el miembro más joven de la casa legislativa. En 1978 se mudó a Christchurch y fue elegido parlamentario por Papanui, cargo en el que estuvo hasta 1999. Como ministro de gobierno asumió numerosas carteras, destacándose como ministro de Comercio Exterior en el transcurso de las negociaciones del GATT. En 1987 también asumió como ministro de Asuntos Exteriores y en 1988 como ministro de Finanzas. 
Mike Moore fue por un periodo breve primer ministro de Nueva Zelanda, entre el 4 de septiembre y el 1 de noviembre de 1990. El gobierno laborista perdió las siguientes elecciones generales, por lo que Mike Moore encabezó la oposición hasta 1993 y asumió el rol de vocero de Asuntos Exteriores y Comercio hasta 1999.

### Dirección de la OMC
Mike Moore fue elegido director general de la Organización Mundial de Comercio el 22 de julio de 1999, asumiendo en el cargo el 1 de septiembre de ese año. Durante su mandato, se le reconoció el mérito de haber devuelto la confianza en el sistema económico internacional. En la 4ª Conferencia Ministerial de la OMC de 2001 en Doha, Catar, condujo con fuerza el organismo en pos de alcanzar una nueva ronda de negociaciones comerciales multilaterales. En tal reunión fueron admitidos en la OMC China, Taiwán, Estonia, Jordania, Georgia, Albania, Omán, Croacia, Lituania y Moldavia.

## Trabajo literario
Moore es autor de varios libros, dedicados a temas políticos, de integración de la región del Pacífico y sobre la globalización.

### Libros publicados
- A World Without Walls
- On Balance
- Beyond Today
- A Pacific Parliament
- The Added Value Economy
- Hard Labour
- Fighting for New Zealand
- Children of the Poor
- A Brief History of the Future[4]

## Fallecimiento
Moore falleció en su hogar en Auckland el 2 de febrero de 2020, tras varios años con una salud deteriorada.